# Melting the Crown
Albums de Z-Ro
Angel Dust
(2014) Drankin & Drivin
(2016)
Melting the Crown est le dix-septième album studio de Z-Ro, sorti le 24 février 2015.

## Liste des titres
| No  | Titre                              | Durée |
| --- | ---------------------------------- | ----- |
| 1.  | Intro                              | 3:43  |
| 2.  | Don't Stop Now                     | 5:11  |
| 3.  | Keep It Real (featuring Rick Ross) | 4:18  |
| 4.  | Talking to the Popo                | 3:01  |
| 5.  | The Real Is Back                   | 3:58  |
| 6.  | Se Me Now                          | 4:42  |
| 7.  | Too Many Niggaz                    | 4:20  |
| 8.  | Sweet James                        | 3:56  |
| 9.  | Miss My Mama                       | 6:22  |
| 10. | Way 2 Fly                          | 3:31  |
| 11. | Look Good                          | 4:58  |
| 12. | Porcupine (featuring Kirko Bangz)  | 4:00  |
| 13. | I'm Alive                          | 3:28  |
| 14. | Where My Money At                  | 4:30  |